# 凌世韶
凌世韶（16世紀—17世紀），字蒼舒，號納沙，直隸徽州府歙縣人，江寧縣籍，明朝、南明政治人物。

## 生平
崇禎三年（1630年），凌世韶參加應天鄉試，中式舉人，崇禎七年（1634年）成甲戌科進士，獲授福建宁化知縣，因為催收租稅不力，貶謫為江西按察司检校，改興化府經歷，十一年升處州推官，十三年升戶部湖广司主事，本年丁憂。
弘光朝，改任郎中，參與金聲的義師，兵敗後到天興謁見隆武帝，升任尚寶司卿；福京失陷，他到黃山出家為僧，法名大時。

## 引用
1. 1 2  錢海岳《南明史·卷四十四·列傳第二十》：凌世韶，字蒼舒，歙縣人。崇禎七年進士。授福清知縣，坐催科不力，謫汀州經歷。歷寧化知縣，嚴州【處州】推官，戶部河南司主事。
2. ↑  《嘉慶新修江寧府志·卷十三·科貢志中》：崇禎三年（舉人）……凌世韶 第五十四人，見進士
3. ↑  《崇祯七年甲戌进士三代履历》：凌世韶，曾祖天祐，祖士毓，父嗣立。汭沙，书二房，壬寅年四月初八日生，江宁籍歙县人，庚午五十四，会四十五名，三甲一百三十名，工部政，本年授宁化知县，丁丑考察，降江西按察司簡較，改兴化府经历，戊寅升处州府推官，庚辰升户部湖广司主事，本年丁忧。
4. ↑  錢海岳《南明史·卷四十四·列傳第二十》：弘光時，遷郎中。與金聲義師。兵敗，謁天興，擢尚寶卿。福京亡，為僧黃山，名大時。